# F1サーキットの一覧
F1サーキットの一覧は、F1世界選手権のレースが行われたことのあるサーキットの一覧を記す。

## サーキット

緑色は2025年のF1世界選手権レースが開催される国。濃い灰色はかつてF1世界選手権レースが開催されていた国。

開催年度及び開催回数は2025年ハンガリーグランプリ終了時点。
下記のリストのうち、太字は2025年の選手権において開催されることとなっているサーキットを示す。レイアウトは最後にF1が開催された年のもの。
2024年終了時点で最も多く開催されているのはモンツァ・サーキットの74回で、改修工事のためイモラ・サーキットに舞台を移した1980年を除き、イタリアグランプリがF1世界選手権初年度の1950年から毎年開催されている。2位はモンテカルロ市街地コースの70回、3位はシルバーストン・サーキットの59回となっている。
| サーキット             | 国                           | レイアウト | コース       | グランプリ（開催年度） | 回数 |
| ---------------------- | ---------------------------- | ---------- | ------------ | --- | ---- |
| 英田                   | につほん                     |            | 常設コース   | パシフィックグランプリ (1994年-1995年) | 2    |
| アイン・ディアブ       | もろつこ                     |            | 公道コース   | モロッコグランプリ (1958年) | 1    |
| アヴス                 | といつ                       |            | 公道コース   | ドイツグランプリ (1959年) | 1    |
| アデレード             | おおすとらりあ               |            | 市街地コース | オーストラリアグランプリ (1985年-1995年) | 11   |
| アンデルストープ       | すうえーてん                 |            | 常設コース   | スウェーデングランプリ (1973年-1978年) | 6    |
| イースト・ロンドン     | みなみあふりか               |            | 常設コース   | 南アフリカグランプリ (1962年-1963年, 1965年) | 3    |
| イスタンブール         | とるこ                       |            | 常設コース   | トルコグランプリ (2005年-2011年, 2020年-2021年) | 9    |
| イモラ                 | いたりあ                     |            | 常設コース   | イタリアグランプリ (1980年) サンマリノグランプリ (1981年-2006年) エミリア・ロマーニャグランプリ (2020年-2022年, 2024年-2025年) | 32   |
| インディアナポリス     | あめりか                     |            | 常設コース   | インディ500 (1950年-1960年) アメリカグランプリ (2000年-2007年) | 19   |
| インテルラゴス         | ふらしる                     |            | 常設コース   | ブラジルグランプリ (1973年-1977年, 1979年-1980年, 1990年-2019年) サンパウログランプリ (2021年-2024年) | 41   |
| エイントリー           | いきりす                     |            | 公道コース   | イギリスグランプリ (1955年, 1957年, 1959年, 1961年-1962年) | 5    |
| エストリル             | ほるとかる                   |            | 常設コース   | ポルトガルグランプリ (1984年-1996年) | 13   |
| オースティン           | あめりか                     |            | 常設コース   | アメリカグランプリ (2012年-2019年, 2021年-2024年) | 12   |
| カタロニア             | すへいん                     |            | 常設コース   | スペイングランプリ (1991年-2025年) | 35   |
| キャラミ               | みなみあふりか               |            | 常設コース   | 南アフリカグランプリ (1967年-1980年, 1982年-1985年, 1992年-1993年) | 20   |
| クレルモン・フェラン   | ふらんす                     |            | 公道コース   | フランスグランプリ (1965年, 1969年-1970年, 1972年) | 4    |
| サヒール               | はあれえん                   |            | 常設コース   | バーレーングランプリ (2004年-2010年, 2012年-2025年) サヒールグランプリ (2020年) | 22   |
| ザントフォールト       | おらんた                     |            | 常設コース   | オランダグランプリ (1952年-1953年, 1955年, 1958年-1971年, 1973年-1985年, 2021年-2024年) | 34   |
| シーザーズ・パレス     | あめりか                     |            | 市街地コース | シーザーズ・パレスグランプリ (1981年-1982年) | 2    |
| ジェッダ               | さうしあらひあ               |            | 市街地コース | サウジアラビアグランプリ (2021年-2025年) | 5    |
| ジャカレパグア         | ふらしる                     |            | 常設コース   | ブラジルグランプリ (1978年, 1981年-1989年) | 10   |
| 上海                   | ちゆうこく                   |            | 常設コース   | 中国グランプリ (2004年-2019年, 2024年-2025年) | 18   |
| シュピールベルク       | おおすとりあ                 |            | 常設コース   | オーストリアグランプリ (1970年-1987年, 1997年-2003年, 2014年-2025年) シュタイアーマルクグランプリ (2020年-2021年) | 39   |
| シルバーストン         | いきりす                     |            | 常設コース   | イギリスグランプリ (1950年-1954年, 1956年, 1958年, 1960年, 1963年, 1965年, 1967年, 1969年, 1971年, 1973年, 1975年, 1977年, 1979年, 1981年, 1983年, 1985年, 1987年-2025年) 70周年記念グランプリ (2020年)                                          | 60   |
| 鈴鹿                   | につほん                     |            | 常設コース   | 日本グランプリ (1987年-2006年, 2009年-2019年, 2022年-2025年) | 35   |
| スパ・フランコルシャン | へるきい                     |            | 常設コース   | ベルギーグランプリ (1950年-1956年, 1958年, 1960年-1968年, 1970年, 1983年, 1985年-2002年, 2004年-2005年, 2007年-2025年) | 58   |
| セパン                 | まれえしあ                   |            | 常設コース   | マレーシアグランプリ (1999年-2017年) | 19   |
| セブリング             | あめりか                     |            | 公道コース   | アメリカグランプリ (1959年) | 1    |
| ソチ                   | ろしあ                       |            | 常設コース   | ロシアグランプリ (2014年-2021年) | 8    |
| ゾルダー               | へるきい                     |            | 常設コース   | ベルギーグランプリ (1973年, 1975年-1982年, 1984年) | 10   |
| ダラス                 | あめりか                     |            | 市街地コース | ダラスグランプリ (1984年) | 1    |
| ツェルトヴェク         | おおすとりあ                 |            | 公道コース   | オーストリアグランプリ (1964年) | 1    |
| ディジョン             | ふらんす                     |            | 常設コース   | フランスグランプリ (1974年, 1977年, 1979年, 1981年, 1984年) スイスグランプリ (1982年) | 6    |
| デトロイト             | あめりか                     |            | 市街地コース | デトロイトグランプリ (1982年-1988年) | 7    |
| ドニントン             | いきりす                     |            | 常設コース   | ヨーロッパグランプリ (1993年) | 1    |
| ニヴェル               | へるきい                     |            | 常設コース   | ベルギーグランプリ (1972年, 1974年) | 2    |
| ニュルブルクリンク     | といつ                       |            | 常設コース   | ドイツグランプリ (1951年-1954年, 1956年-1958年, 1961年-1969年, 1971年-1976年, 1985年, 2009年, 2011年, 2013年) ヨーロッパグランプリ (1984年, 1995年-1996年, 1999年-2007年) ルクセンブルクグランプリ (1997年-1998年) アイフェルグランプリ (2020年) | 41   |
| バクー                 | あせるはいしやん             |            | 市街地コース | ヨーロッパグランプリ (2016年) アゼルバイジャングランプリ (2017年-2019年, 2021年-2024年) | 8    |
| ハラマ                 | すへいん                     |            | 常設コース   | スペイングランプリ (1968年, 1970年, 1972年, 1974年, 1976年-1979年, 1981年) | 9    |
| バレンシア             | すへいん                     |            | 市街地コース | ヨーロッパグランプリ (2008年-2012年) | 5    |
| ハンガロリンク         | はんかりい                   |            | 常設コース   | ハンガリーグランプリ (1986年-2025年) | 40   |
| フェニックス           | あめりか                     |            | 市街地コース | アメリカグランプリ (1989年-1991年) | 3    |
| ブエノスアイレス       | あるせんちん                 |            | 常設コース   | アルゼンチングランプリ (1953年-1958年, 1960年, 1972年-1975年, 1977年-1981年, 1995年-1998年) | 20   |
| ブガッティ（ル・マン） | ふらんす                     |            | 常設コース   | フランスグランプリ (1967年) | 1    |
| 富士                   | につほん                     |            | 常設コース   | 日本グランプリ (1976年-1977年, 2007年-2008年) | 4    |
| ブッダ                 | いんと                       |            | 常設コース   | インドグランプリ (2011年-2013年) | 3    |
| ブランズ・ハッチ       | いきりす                     |            | 常設コース   | イギリスグランプリ (1964年, 1966年, 1968年, 1970年, 1972年, 1974年, 1976年, 1978年, 1980年, 1982年, 1984年, 1986年) ヨーロッパグランプリ (1983年, 1985年)                                                                                        | 14   |
| ブレムガルテン         | すいす                       |            | 公道コース   | スイスグランプリ (1950年-1954年) | 5    |
| ペスカーラ             | いたりあ                     |            | 公道コース   | ペスカーラグランプリ (1957年) | 1    |
| ペドラルベス           | すへいん                     |            | 市街地コース | スペイングランプリ (1951年, 1954年) | 2    |
| ヘレス                 | すへいん                     |            | 常設コース   | スペイングランプリ (1986年-1990年) ヨーロッパグランプリ (1994年, 1997年) | 7    |
| ボアビスタ             | ほるとかる                   |            | 市街地コース | ポルトガルグランプリ (1958年, 1960年) | 2    |
| ポール・リカール       | ふらんす                     |            | 常設コース   | フランスグランプリ (1971年, 1973年, 1975年-1976年, 1978年, 1980年, 1982年-1983年, 1985年-1990年, 2018年-2019年, 2021年-2022年) | 18   |
| ホッケンハイム         | といつ                       |            | 常設コース   | ドイツグランプリ (1970年, 1977年-1984年, 1986年-2006年, 2008年, 2010年, 2012年, 2014年, 2016年, 2018年-2019年) | 37   |
| ポルティマン           | ほるとかる                   |            | 常設コース   | ポルトガルグランプリ (2020年-2021年) | 2    |
| マイアミ               | あめりか                     |            | 市街地コース | マイアミグランプリ (2022年-2025年) | 4    |
| マニクール             | ふらんす                     |            | 常設コース   | フランスグランプリ (1991年-2008年) | 18   |
| マリーナベイ           | しんかほおる                 |            | 市街地コース | シンガポールグランプリ (2008年-2019年, 2022年-2024年) | 15   |
| ムジェロ               | いたりあ                     |            | 常設コース   | トスカーナグランプリ (2020年) | 1    |
| メキシコシティ         | めきしこ                     |            | 常設コース   | メキシコグランプリ (1963年-1970年, 1986年-1992年, 2015年-2019年) メキシコシティグランプリ (2021年-2024年) | 24   |
| メルボルン             | おおすとらりあ               |            | 市街地コース | オーストラリアグランプリ (1996年-2019年, 2022年-2025年) | 28   |
| モスポート・パーク     | かなた                       |            | 常設コース   | カナダグランプリ (1967年, 1969年, 1971年-1974年, 1976年-1977年) | 8    |
| モンサント             | ほるとかる                   |            | 市街地コース | ポルトガルグランプリ (1959年) | 1    |
| モンジュイック         | すへいん                     |            | 市街地コース | スペイングランプリ (1969年, 1971年, 1973年, 1975年) | 4    |
| モンテカルロ           | もなこ                       |            | 市街地コース | モナコグランプリ (1950年, 1955年-2019年, 2021年-2025年) | 71   |
| モンツァ               | いたりあ                     |            | 常設コース   | イタリアグランプリ (1950年-1979年, 1981年-2024年) | 74   |
| モントランブラン       | かなた                       |            | 常設コース   | カナダグランプリ (1968年, 1970年) | 2    |
| モントリオール         | かなた                       |            | 市街地コース | カナダグランプリ (1978年-1986年, 1988年-2008年, 2010年-2019年, 2022年-2025年) | 44   |
| ヤス・マリーナ         | あらふしゆちようこくれんほう |            | 常設コース   | アブダビグランプリ (2009年-2024年) | 16   |
| 霊岩                   | かんこく                     |            | 常設コース   | 韓国グランプリ (2010年-2013年) | 4    |
| ラスベガス             | あめりか                     |            | 市街地コース | ラスベガスグランプリ (2023年-2024年) | 2    |
| ランス                 | ふらんす                     |            | 公道コース   | フランスグランプリ (1950年-1951年, 1953年-1954年, 1956年, 1958年-1961年, 1963年, 1966年) | 11   |
| リバーサイド           | あめりか                     |            | 常設コース   | アメリカグランプリ (1960年) | 1    |
| ルーアン               | ふらんす                     |            | 公道コース   | フランスグランプリ (1952年, 1957年, 1962年, 1964年, 1968年) | 5    |
| ルサイル               | かたある                     |            | 常設コース   | カタールグランプリ (2021年, 2023年-2024年) | 3    |
| ロングビーチ           | あめりか                     |            | 市街地コース | アメリカ西グランプリ (1976年-1983年) | 8    |
| ワトキンズ・グレン     | あめりか                     |            | 常設コース   | アメリカグランプリ (1961年-1980年) | 20   |
| 出典:                  |                              |            |              | |      |